# Агджакенд (Ходжавендський район)
Агджакенд (азерб. Ağcakənd; вірм. Խանձաձոր — Хандзадзор) — село в Ходжавендському районі Азербайджану.
20 жовтня 2020 було звільнено військами Азербайджану під час нового етапу війни в Нагірному Карабасі.

## Пам'ятки
У селі розташована церква Св. Аствацацін 1698 р., цвинтар 18-19 ст. та хачкар 17 ст.